# Virgichneumon tenuicornis
Virgichneumon tenuicornis är en stekelart som först beskrevs av Heinrich 1930.  Virgichneumon tenuicornis ingår i släktet Virgichneumon och familjen brokparasitsteklar. Inga underarter finns listade i Catalogue of Life.